# Constitutioneel referendum in Liberia (1946)
Het constitutioneel referendum in Liberia van 1946 werd op 7 mei van dat jaar gehouden en handelde over het voornemen om vrouwen stemrecht te verlenen. Ten minste een meerderheid van twee derde van de kiezers sprak zich uit vóór de invoering van vrouwenkiesrecht. Data als opkomst en stemverdeling ontbreken echter. De grondwet werd voor dit doel gewijzigd en in 1946 konden vrouwen voor het eerst gebruik maken van hun stemrecht. Er was echter geen sprake van algemeen kiesrecht voor vrouwen, net als voor mannen gold er in Liberia een soort censuskiesrecht (men moest onroerend goed bezitten).